# Poesia romàntica catalana
La poesia romàntica catalana és la poesia que es feia a Catalunya dins del moviment del Romanticisme, en el segle xix.

## Crítica
Amb una llengua literària força insegura, que sovint incorpora fórmules arcaïtzants, els poetes romàntics catalans tendeixen a mostrar la nostàlgia i el desarrelament personal, a recrear un passat més sòlid i a rescatar figures heroiques de l'Edat Mitjana que sovint eleven a categoria de mites patriòtics.
Aquest món perdut i enyorat es converteix en tema literari; al seu voltant emergeixen, com a tòpics que sovintegen, les nits de lluna plena, les ruïnes i el misteri que impregna alguns indrets naturals. Són freqüents, també, els temes dels amors exultants i les preocupacions religioses.
Formalment, aquesta poesia presenta una estructura estròfica d'influència clàssica, encara que molts autors rescaten fórmules populars (la cançó, la balada, el romanç històric) a l'hora de crear poemes d'una bellesa que imita les tècniques de la poesia de transmissió oral, una poesia de rica tradició a Catalunya.

## Poetes romàntics catalans
Els poetes romàntics més destacats a Catalunya van ser Bonaventura Carles Aribau, Manuel Milà i Fontanals, Joaquim Rubió i Ors i Marià Aguiló. Hem d'afegir a aquesta llista els dos grans poetes del segle xix, que van ser molt influïts pel romanticisme però van evolucionar cap a un tipus diferent de poesia: Jacint Verdaguer i Àngel Guimerà.
Els Jocs Florals van ser una institució decisiva per a la recuperació de la producció literària en català, especialment pel que fa a l'àmbit de la poesia. Però, en general, una bona part de la producció poètica que va concursar als Jocs Florals és d'una qualitat molt mediocre i no depassa els tòpics romàntics.